# Lakena
Lakena – niewielka wyspa położona na Oceanie Spokojnym, w archipelagu Tuvalu, w zachodniej części atolu Nanumea.

Lakena jest drugą pod względem wielkości wyspą atolu. Na jej powierzchni, w południowo-wschodniej części, znajduje się słodkowodny staw (zwany Tekoko). Występowanie tego typu obiektów jest na atolach rzadkością.